# Latidos
"Latidos" é uma canção da cantora e atriz mexicana Anahí, lançada em 24 de janeiro de 2020 pela Universal. Escrita por pelo cantor mexicano Georgel e pela compositora Diana Perez, a canção é dedicada ao primeiro filho de Anahí, Manuel.

## Vídeo musical
A canção não possui um videoclipe oficial, apenas um lyric Video lançado em 24 de janeiro no canal da interprete no YouTube, onde contém momentos da cantora com Manuel.

## Paradas
A canção alcançou o primeiro lugar em número de downloads na plataforma do iTunes Store, em diversos países.

## Créditos
Créditos adaptados do Tidal.
- Anahí – Artista principal, vocais
- Georgel – Letra e composição
- Diana Marcela de La Garza Perez – Letra e composição
- Eduardo Bladinieres – Produção
- Gil Elguezabal – Produção

## Histórico de lançamento
| País  | Data                  | Formato                      |
| ----- | --------------------- | ---------------------------- |
| Mundo | 24 de janeiro de 2020 | Download digital / Streaming |